# Prineville
Prineville es la sede del condado de Crook en el estado estadounidense de Oregón. En el año 2000 tenía una población de 7.356 habitantes y una densidad poblacional de 427.1 personas por km².

## Geografía
Prineville se encuentra ubicada en las coordenadas 44°18′14″N 120°50′46″O / 44.30389, -120.84611.

## Demografía
Según la Oficina del Censo en 2000 los ingresos medios por hogar en la localidad eran de $30,435, y los ingresos medios por familia eran $36,587. Los hombres tenían unos ingresos medios de $31,224 frente a los $22,852 para las mujeres. La renta per cápita para la localidad era de $14,163. Alrededor del 14.3% de la población estaban por debajo del umbral de pobreza.